# Bel Huks
Glorija Džin Votkins (25. septembar 1952 — 15. decembar 2021), poznatija pod pseudonimom Bel Huks bila je američka autorka, feministkinja i društvena aktivistkinja. Pseudonim je preuzela od svoje čukun babe Bel Bler Huks, a izabrala je da svoje ime i prezime piše malim slovima u znak protesta zato što su njeni preci i pretkinje bili robovi.
Njeno pisanje je fokusirano na međupovezanost rase, kapitalizma i roda i ono što ona opisuje kao njihovu sposobnost da proizvode i perpetuiraju sisteme opresije i klasne dominacije. Objavila je preko trideset knjiga i brojne naučne i mejnstrim tekstove, pojavila se u nekoliko dokumentarnih filmova i učestvovala u raznim javnim predavanjima. Prvenstveno kroz postmodernu perspektivu, huks se bavila pitanjima rase, klase i rodom u obrazovanju, umetnosti, istoriji, seksualnosti, mas-medijima i feminizmu.

## Biografija
Glorija Džin Votkins je rođena 25. septembra 1952. godine u Hopkinsvilu, u Kentakiju. Njeno rano obrazovanje se odvijalo u rasno podeljenim državnim školama i pisala je o problemima s kojima se susretala dok se prebacivala u integrisanu školu, gde su učitelji/ce i učenici/e bili/e većinom beli/e. Srednju školu je završila u rodnom Hopkinsvilu, a diplomu osnovnih studija engleskog jezika je dobila 1973. godine na Univerzitetu Stenford. Magistraturu iz engleskog je završila 1976. na Univerzitetu Viskonsin-Madison. Nakon nekoliko godina predavanja i pisanja, 1983. godine je odbranila doktorat na odeljenju za književnost Kalifornijskog univerziteta u Santa Kruzu, s disertacijom o književnici Toni Morison.
Kao profesor na univerzitetu Jejl, predavala je afričke i afro-američke studije, kao i engleski jezik. Radila je kao vanredni profesor za ženske studije i za američku književnost na koledžu Oberlin. Na Gradskom koledžu u Njujorku predavala je na predmetu engleska književnost.

## Nagrade
- Američka nagrada za knjigu (The American Book Awards)
- Nagrada za pisca od fonda čitalaca Lile Valas (Lila Wallace)
- Nagrada godine za dečiju knigu koledža Bank Strit (The Bank Street College Children’s Book)
- Rangirana je kao jedan od najuticajnijih američkih mislilaca po nedeljnom ispitivanju Pablišera (Publisher) i mesečnom ispitivanju Atlantika (The Atlantic)[2]

## Bibliografija
- Nisam li ja žena?: crna žena i feminizam (Ain’t I a Woman?: Black Women and Feminism). 1981.  978-0-89608-129-1.
- Sve o ljubavi: Nove vizije (All About Love: New Visions). 2000.  978-0-06-095947-0.
- I ovde smo plakali: Pesme (And There We Wept: Poems, 1978, OCLC 6230231
- Umetnost koja mi je na pameti: Vizuelna politika (Art on My Mind: Visual Politics). 1995.  978-1-56584-263-2.
- Budi dečak Baz (Be Boy Buzz). 2002.  978-0-7868-0814-4.
- Crni izgled: Trka i reprezentacija (Black Looks: Race and Representation). 1992.  978-0-89608-433-9.
- Kost crna: uspomene i devojaštvo (Bone Black: memories of girlhood). 1996.  978-0-8050-5512-2.
- Lomljenje hleba: Pobunjenički crni intelektualni život (Breaking Bread: Insurgent Black Intellectual Life), 1991, (sa Kornel Vestom).  978-0-89608-414-8.
- Zajednička veza: Ženska potraga za ljubavlju" (Communion: The Female Search for Love). 2002.  978-0-06-093829-1.
- Feminizam za svakoga: Posvećene politike, (Feminism is for Everybody: Passionate Politics). 2000.  978-0-89608-629-6.
- Feministička teorija: Sa margina do centra (Feminist Theory: From Margin to Center). 1984.  978-0-89608-614-2.
- Srećna što sam kovrdžava (Happy to be Nappy). 1999.  978-0-7868-0427-6.
- Ljubav kod kuče (Homemade Love). 2002.  978-0-7868-0643-0.
- Pravda: Ljubavne lekcije iz detinjstva (Justice: Childhood Love Lessons). 2000.  978-0-688-16844-5.
- Ubijati bes: Kraj rasizma (Killing Rage: Ending Racism). 1995.  978-0-8050-5027-1.
- Vanpravna kultura: Odolele reprezentacije (Outlaw Culture: Resisting Representations). 1994.  978-0-415-90811-5.
- Motovilo u stvarnost: Rasa, pol i klasa u filmovima (Reel to Real: Race, Sex, and Class at the Movies). 1996.  978-0-415-91823-7.
- Zapamćena zanesenost: Pisac na poslu (Remembered Rapture: The Writer at Work). 1999.  978-0-8050-5910-6.
- Poljuljaj mi dušu: Crni ljudi i samopoštovanje (Rock My Soul: Black People and Self-esteem). 2003.  978-0-7434-5605-0.
- Spas: Crni ljudi i ljubav (Salvation: Black People and Love). 2001.  978-0-06-095949-4.
- Sestre meteža: Crne žene i samoobnova (Sisters of the Yam: Black Women and Self-recovery). 1993.  978-1-896357-99-7.
- Koža ponovo (Skin Again). 2004.  978-0-7868-0825-0.
- Sestra po duši: (Soul Sister: Women, Friendship, and Fulfillment). 2005.  978-0-89608-735-4.
- Prostor (Space). 2004.  978-0-415-96816-4.
- Pričati unazad: Razmišljati feministički, razmišljati crno (Talking Back: Thinking Feminist, Thinking Black). 1989.  978-0-921284-09-3.
- Podučavanje zajednice: Pedagogija nade (Teaching Community: A Pedagogy of Hope). 2003.  978-0-415-96817-1.
- Učiti kako prekršiti: Obrazovanje kao življenje slobode, (Teaching to Transgress: Education As the Practice of Freedom . 1994.  978-0-415-90808-5.
- Baš smo kul: Crnci i muškost (We Real Cool: Black Men and Masculinity). 2004.  978-0-415-96926-0.
- Gde stojimo: Klasna pitanja (Where We Stand: Class Matters). 2000.  978-0-415-92913-4.
- Hooks, Bell (2003). The Will to Change: Men, Masculinity, and Love. Washington Square Press. ISBN 978-0-7434-5607-4.
- Svedok (Witness). 2006.  978-0-89608-759-0.
- Rane od posvećenosti: Pišući život (Wounds of Passion: A Writing Life). 1997.  978-0-8050-5722-5.
- Čežnja: Rasa, rod i kulturalna politika (Yearning: Race, Gender, and Cultural Politics). 1990.  978-0-921284-34-5.